# ياسوهيرو تاناكا
ياسوهيرو تاناكا (باليابانية: 田中 泰裕) (2 أغسطس 1984 في نييغاتا في اليابان – )؛ هو لاعب كرة قدم سابق كان يلعب كمهاجم.